# Žichlice
Žichlice jsou vesnice a část obce Hromnice v jihovýchodní části okresu Plzeň-sever v Plzeňském kraji. Nachází se 5,5 kilometru severovýchodně od Třemošné. Katastrální území Žichlice u Hromnic zaujímá plochu 781 ha.

## Název
Název vesnice je odvozen z osobního jména Žich či Žichel ve významu ves lidí Žichových. V historických pramenech se název vsi objevuje ve tvarech: Gizslici (1182), de Sychliz (1290), Sygliz a Sychytz (1315), Sychelicz (1323), Žichlice (1420), Žižlice (1454), Zichlicze (1556), Žehlice (1654), Zichlitz (1788), Schichlitz a Žihlice (1838) a Žichlice (1848).

## Historie
První písemná zmínka o Žichlicích pochází z roku 1182. Roku 1420 vesnici získal Burian z Gutštejna od opata plaského kláštera.

## Přírodní poměry
Žichlice sousedí na severovýchodě s Chotinou, na východě s Nynicemi, na jihu s Dolany, na jihozápadě s Zručí-Sencem, na západě s Českou Břízou a na severozápadě s Hromnicí. Na severním okraji vsi protéká říčka Třemošná.

## Obyvatelstvo
| Rok            | 1869 | 1880 | 1890 | 1900 | 1910 | 1921 | 1930 | 1950 | 1961 | 1970 | 1980 | 1991 | 2001 | 2011 | 2021 |
| -------------- | ---- | ---- | ---- | ---- | ---- | ---- | ---- | ---- | ---- | ---- | ---- | ---- | ---- | ---- | ---- |
| Počet obyvatel | 396  | 412  | 390  | 396  | 455  | 425  | 423  | 283  | 284  | 289  | 320  | 359  | 363  | 379  | 420  |
| Počet domů     | 51   | 53   | 52   | 54   | 56   | 59   | 66   | 79   | 79   | 79   | 78   | 89   | 94   | 97   | 125  |

## Obecní správa
Při sčítání lidu v letech 1869–1950 Žichlice byly samostatnou obcí, se kterým patřily nejprve do okresu Plzeň, ale v letech 1950 v okrese Plzeň-okolí. Od roku 1960 jsou částí obce Hromnice v okrese Plzeň-sever.

## Pamětihodnosti
Ve vesnici stojí pozdně barokní kaple z roku 1861. Má obdélný půdorys a fasády členěné lizénovým rámem. Interiér osvětlují oválná okénka a dovnitř se vstupuje segmentově klenutým vchodem. Vnitřek je zaklenutý segmentovou klenbou. Budovu kryje báň s lucernou.

## Galerie

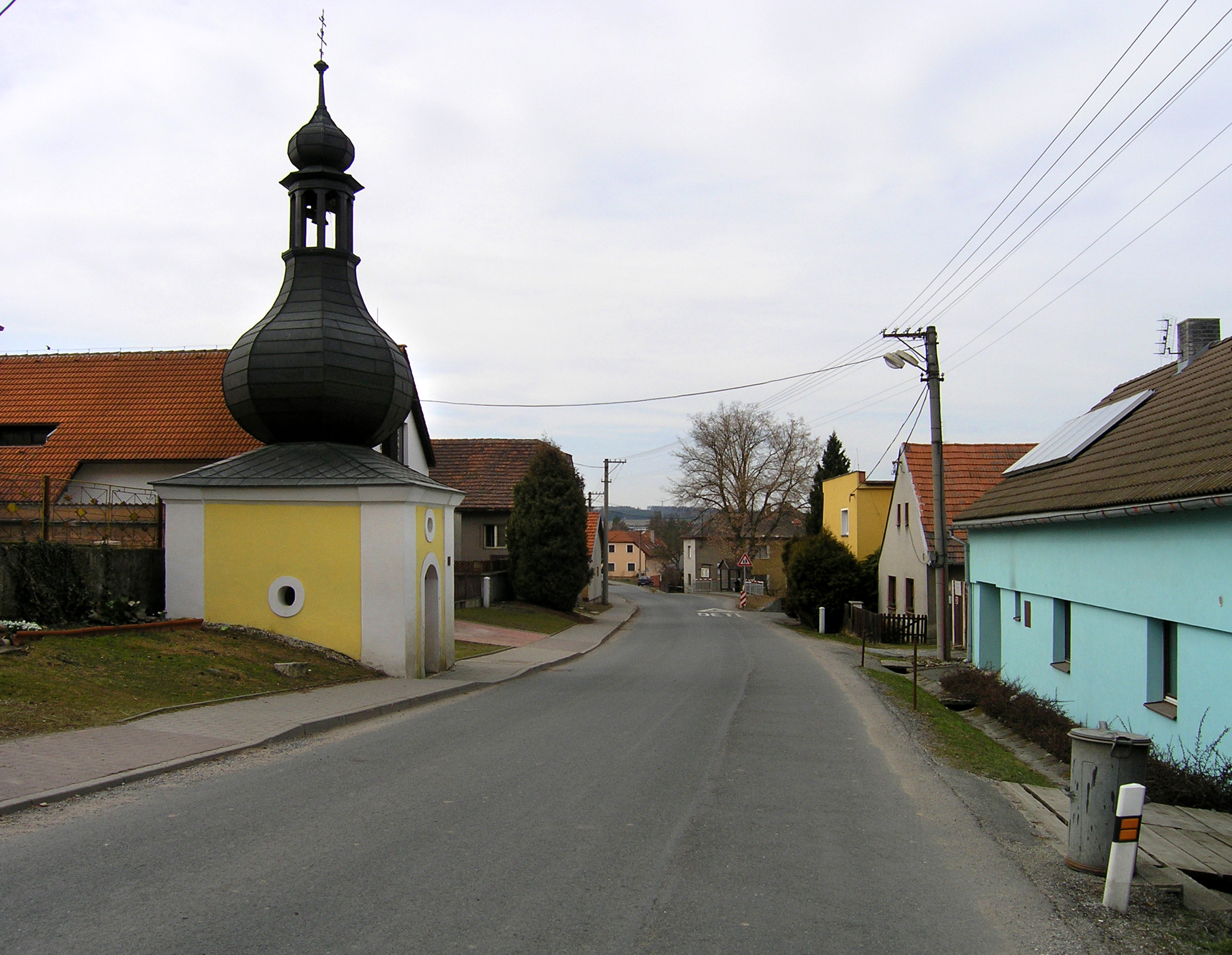
Hlavní silnice s kaplí
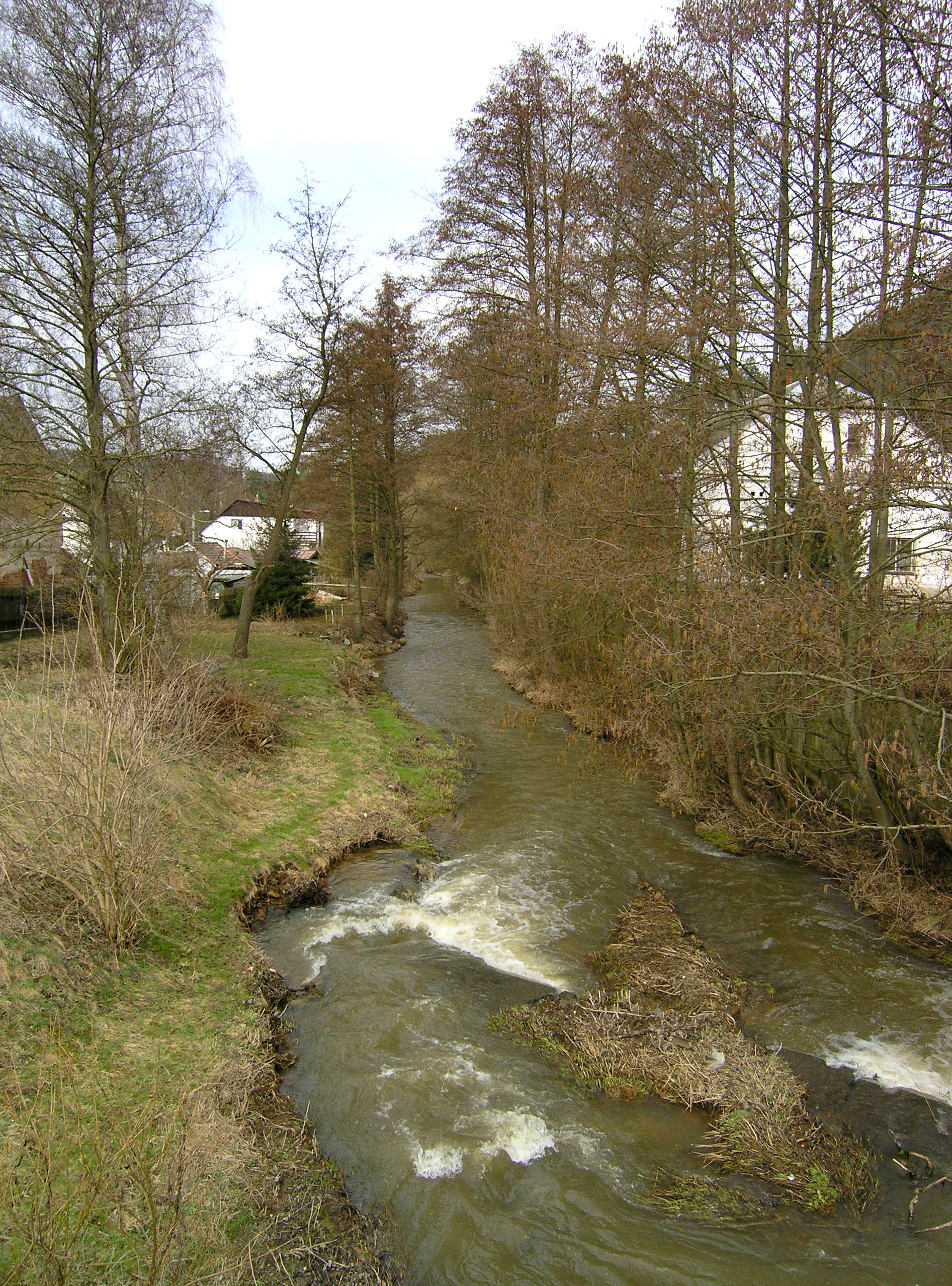
Řeka Třemošná